# Salacia hainanensis
Salacia hainanensis är en benvedsväxtart som beskrevs av Chun och How. Salacia hainanensis ingår i släktet Salacia och familjen Celastraceae. Inga underarter finns listade.